# Кузнецов, Сергей Борисович
Серге́й Бори́сович Кузнецо́в (6 января 1964, Медногорск, Оренбургская область, СССР — 7 ноября 2022, Оренбург) — советский и российский автор песен, музыкант, композитор и поэт, основатель и первый руководитель группы «Ласковый май» (1986), а также целого ряда других групп: «Мама» (1989) (песни группы «Мама» стали широко известны благодаря их исполнению «Ласковым маем»), «Маугли» (1990), «Чернила для пятого класса» (1992), «Чернильное небо» (2000), «Стекловата» (2001), «Новые формы» (2004), «Радуга ночью» (2006), «ALIS» (2001), «Ангел и Кот» (2007), «Spice boys» (2011). Автор хитов «Белые розы», «Розовый вечер», «Маскарад», «Седая ночь», «Старый лес», «Лето», «Тающий снег», «Медленно уходит осень», «Глупые снежинки», «Вечер холодной зимы», «Что ж ты лето», «Забудь», и других.

## Биография
Родился 6 января 1964 года в городе Медногорск Оренбургской области. Рос без отца, мать Валентина Алексеевна Кузнецова (род. 1931) была директором Оренбургского дома отдыха в Медногорске, они жили в общежитии на территории дома отдыха.
В 12 лет нашёл детонатор; после взрыва перенёс клиническую смерть, три месяца провёл в больнице с забинтованными глазами, перенёс несколько операций и тогда же увлёкся музыкой группы Space. Также он был поклонником группы Modern Talking.
В 13 лет работал киномехаником в доме отдыха. Именно в кинозале он серьёзно стал заниматься музыкой, там было пианино, и он учился играть песни любимой группы; потом начал сочинять собственные мелодии.

### Образование
В 16 лет пытался поступить в музыкальное училище, но его не приняли, так как он не знал нотной грамоты, хотя на слух он уже тогда мог подобрать любую мелодию.
Через год окончил музыкальную школу экстерном (пятилетний курс за один год).
В 17 лет поступил в музыкальное училище на дирижёрско-хоровое отделение, просил перевести его на теоретическое отделение, но получил отказ. Проучившись там семь месяцев, он ушёл.

### Армия
Служил в Саратовской области в войсках химзащиты, играл и пел в армейской группе «Контакт 730», были написаны и исполнены песни «Маскарад», «Вечер холодной зимы», «Встречи», «Старый лес», — записи песен не сохранились.

### «Ласковый май»
После армии вёл музыкальный кружок в школе-интернате № 2 Оренбурга. В это время директором школы-интерната была назначена директор Акбулакского детского дома Валентина Николаевна Тазекенова. Переехав на новое место работы, она привела с собой несколько своих воспитанников, среди которых был Вячеслав Пономарёв, которому уже исполнилось 18 лет.
Сергей Кузнецов вместе с Вячеславом Пономарёвым решили создать подростковую музыкальную группу и долго искали солиста, которому должно было быть, по замыслу Сергея, от 12 до 13 лет. Слава Пономарёв предложил сделать вокалистом Юру Шатунова — парня с музыкальным слухом, который в то время был воспитанником Акбулакского детского дома, и они ночью поехали за Юрой. Юра хорошо пел, и Сергей решил сделать из него звезду.
28 декабря 1986 года состоялось первое выступление группы «Ласковый май», появились первые песни, позже ставшие хитами, название группы придумали благодаря строчкам в песне «Лето»: «Но, ласковый май вступит в права…»
Весной 1987 года на фестивале творчества детских домов группа выступила с песней «Тающий снег». Жюри, состоящему из советских чиновников, не понравилось, что подросток поёт песню о любви, и Кузнецов лишился работы. Работал в доме культуры «Орбита» до осени 1987 года, потом его попросили вернуться в школу-интернат для проведения дискотек. На новогодние праздники Кузнецов записал музыкальную фонограмму («минусовку») — с ней группа стала звучать гораздо лучше. Потом состоялась первая запись в доме творчества, которая была готова 18 февраля 1988 года. Несколько кассет Кузнецов дал на реализацию продавцу, работавшему у железнодорожного вокзала — благодаря этому кассеты попали в другие города, и страна услышала «Белые розы».
В интернате произошла кража музыкальных инструментов, в этом обвинили Кузнецова и запретили ему бывать в интернате и видеться с Шатуновым. Тогда же с Кузнецовым познакомился Константин Пахомов, который захотел быть певцом.
После нескольких концертов из Москвы приехал Андрей Разин и пригласил ребят в Москву, где под фонограмму Шатунова в парке Горького уже работал фальшивый «Ласковый май». В 1988 году по стране ездило несколько фальшивых групп, и поэтому Кузнецов настоял на том, что должен выступать настоящий Шатунов.
7 марта 1989 года Сергей Кузнецов покинул «Ласковый май», по его собственным словам, из-за моральной обстановки в коллективе. Вскоре начался спор с продюсером группы Андреем Разиным об имущественных правах на песни, написанные Кузнецовым для «Ласкового мая». Сергей Кузнецов долгие годы был в ссоре с Юрием Шатуновым, он писал песни Шатунову, но Юрий Шатунов их не брал и работал с другими авторами, Сергей Кузнецов отдавал эти песни другим артистам, в том числе своей жене Лене Савельевой. Сергей Кузнецов в последние годы жизни сумел восстановить отношения с Юрием Шатуновым, Шатунов стал помогать ему деньгами и взял несколько новых песен Кузнецова, и даже сказал на концерте, что «Ласковый май» это только Сергей Кузнецов и Юрий Шатунов. В интервью Юрий так же говорил об этом.

### После «Ласкового мая»

#### «Мама»

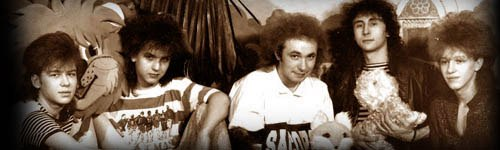
Группа «Мама» слева направо: Игорь Игошин, Александр Прико, Сергей Кузнецов, Александр Ларионов, Сергей Седов (1989—1992)

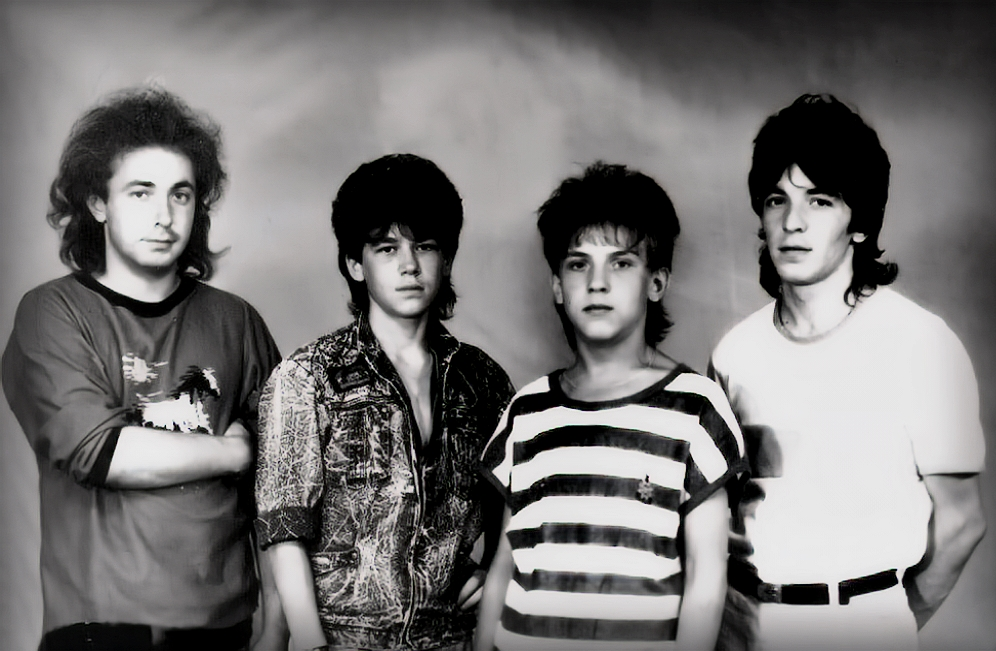
Группа «Мама» слева направо Сергей Кузнецов, Игорь Игошин, Александр Прико, Вячеслав Пономарев

Вместе с Сергеем Кузнецовым из «Ласкового мая» ушли Слава Пономарёв, Александр Прико, барабанщик Игорь Игошин. Сергей создал с ними новую группу и звал солистом Юрия Шатунова, но тот остался с Разиным до 1991 года, а в группу Кузнецова позже пришёл барабанщик Сергей Серков.
В 1991 году Кузнецов написал повесть «Ты просто был», где описал свою биографию, историю группы «Ласковый май» и группы «Мама», также упомянул, что своей главной ошибкой считает уход из созданной им группы «Ласковый май».
Группа «Мама» записала три магнитофонных альбома, но часть песен «Мамы» были присвоены Андреем Разиным для группы «Ласковый май», их перепел Юрий Шатунов: «Взрослые», «Розовый вечер», «Месяц июль», «Ты просто был», «Кончено всё», «Бездомный пёс», «Медленно уходит осень» и др.

#### «Маугли»
В середине 1990 года при формировании гастрольно-концертной программы создал проектную музыкальную группу, получившую название «Маугли», солистом которой стал воспитанник музыкальных классов и хора московской средней школы № 541 Александр Семернин, обладавшим великолепным подростковым дискантом. Знакомство с Александром состоялось благодаря композитору, автору и аранжировщику собственных песен Михаилу Карманову.
В исполнении Александра Семернина в мае 1991 года на студии популярной музыки «Рекорд» были впервые записаны и впоследствии представлены публично песни «Джунгли», «Тёплые дни» и «Утренний снег». При записи на компакт-носителях Кузнецовым С. песни были включены в альбом «Ещё одна сенсация».
Состав группы составили клавишные Михаил Карманов, ударные Александр Музыченко, клавишные Виктор Колесниченко, экс-участник группы «Джоконда» (г. Оренбург) и Олег Гаркуша (г. Днепропетровск), бывший участник одного из составов группы «Ласковый май» А. Разина.

#### «Чернила для 5-го класса»
В 1992 году создал группу «Чернила для 5-го класса», солистом и единственным голосом которой стал 12-летний подросток Игорь Веряскин, группа просуществовала до 2003 года. Для этой группы были написаны такие известные песни, как: «Я тебе объявляю войну», «Письмо», «Не обижайся», «Люби меня», «Падла», «Мама», «Дрянь», «Прости», которые неоднократно были выпущены ведущими музыкальными лейблами РФ и зарубежом.

#### 2000-е
- В 1999 году создал группу «Стекловата», солистами которой стали Денис Беликин и Артур Еремеев, группа прославилась в интернете клипом на песню «Новый год»[15].
- 2000 год — создал группу «Чернильное небо», солистами которой стали Александр Гуляев и Сергей Дядюн[16].
- 2001 год — проект «ALIS», солисткой которой стала Елена Дроздова.
- 2002 год — группа «Новые формы», солистом которой стал Влад Иволгин[17].
- 2006 год — «Радуга ночью», солистом которой стал Евгений Коннов.
- 2007 год — «Ангел и Кот», солистом которой стал Юрий Плотников, бэк-вокал — Евгений Катасонов.
- 2009 год — «Лёха», солисткой которой стала Елена Савельева.

#### 2010-е
В 2011 году создал группу «Spice Boys», солистами которой стали Артём Новиков и Сергей Лелеко.

### Фильм «Ласковый май»

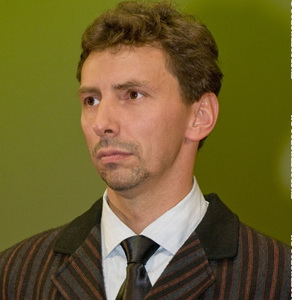
Максим Литовченко (актёр, сыгравший Сергея Кузнецова) на премьере фильма «Ласковый май» в октябре 2009 года

В 2009 году был снят фильм «Ласковый май», повествующий о становлении группы. В фильме показана версия событий, рассказанная Андреем Разиным в своих книгах о группе, а версия событий Сергея Кузнецова из документальной повести «Ты просто был» не учитывалась. Фильм не понравился многим бывшим участникам группы, в том числе и Сергею Кузнецову.
Роль Сергея Кузнецова (в титрах — киномеханик) исполнил актёр Максим Литовченко.

### Сотрудничество с Шатуновым после «Ласкового мая»
Юрий Шатунов ездил в Оренбург к Кузнецову за новыми песнями в 1995 году. Сотрудничество продолжалось до конца жизни певца.

### Новые проекты
В 2020 году Сергей Кузнецов написал серию новых песен, которые были исполнены молодым исполнителем из Твери Семёном Розовым.

### 1990-е и 2000-е
В 1997 году лидер группы «Комиссар», Алексей Щукин обратился к Сергею Кузнецову с просьбой написать несколько новых песен для нового альбома группы. Альбом был выпущен только в 1998 году, в альбоме содержатся песни Кузнецова: «Падла», «Дрянь», «Не обижайся», «Я так устал», которые были написаны им ранее для группы «Чернила для 5-го класса», а также песни «Телефон (Сгорая огнём)», «Первый полёт», «Клофелин», которые были написаны только для группы «Комиссар».
В 1999 году в связи с работой над новым альбомом «2000: Музыка нового тысячелетия» Кузнецов также предложил группе переделать его песню «Я тебе объявляю войну», исполненную ранее группой «Чернила для 5-го класса», из которой был убран текст, содержащий ненормативную лексику.
В 2002 году в связи с работой над новым альбомом «Любовь — это яд» Кузнецов также написал одноимённую песню. В 2003 году актёр, кинорежиссёр и клипмейкер Фёдор Бондарчук снял свой клип на эту песню. Альбом вышел в 2002 году и был выпущен лейблом «АРС-Рекордз» Игоря Крутого.

### 2010-е
В 2017 году группа «Serebro» исполнила свою версию песни группы «Стекловата» «Новый год».

### Болезнь и смерть
В 2019 году Кузнецов в интервью сказал, что получает авторские отчисления за свои песни в размере около 2000 рублей и пенсию по инвалидности в размере 8000 рублей.
Скончался 7 ноября 2022 года в 14:45 (по московскому времени) в возрасте 58 лет у себя дома в Оренбурге, от оторвавшегося тромба. 13 ноября в похоронном зале в Оренбурге прошла церемония прощания с Сергеем Кузнецовым. Проститься с музыкантом пришли сотни поклонников «Ласкового мая». Похоронен на почётном квартале комплекса «Степной-1» в Оренбурге. В июне 2024 года на могиле певца был открыт памятник.
Посмертно удостоен премии за вклад в развитие поп-музыки на фестивале «Песня года»—2022 совместно с певцом Юрием Шатуновым, который также ушёл из жизни в 2022 году.

## Личная жизнь
- Первая жена (вместе прожили 3 месяца с 11 марта 1987, официально развелись в 1988 году) — Екатерина Сергеевна Гомзикова (род. 1965) — преподаватель музыкальной школы, пишет песни[29], пианистка. На свадьбе впервые прозвучала песня «Тающий снег», подаренные деньги потратили на сценический джинсовый костюм для Юры Шатунова. Екатерина Гомзикова посвятила Сергею инструментальную музыку «Дорога в юность»[30][31]. Дочь Екатерины Гомзиковой Мария Гомзикова (род. 1994), была в детстве похожа на Сергея Кузнецова, так как и её мать Екатерина тоже на него похожа[32].
- Жена (с конца 2016 года) — Елена Александровна Савельева — певица, псевдоним «Лёха». На момент смерти Сергея Кузнецова шёл бракоразводный процесс, так как с 2018 года супруги не жили вместе[33][34][35].

## Музыкальные проекты
| Название                  | Год основания | Основные солисты                              |
| ------------------------- | ------------- | --------------------------------------------- |
| «Ласковый май»            | 1986          | Юрий Шатунов, Константин Пахомов              |
| «Мама»                    | 1989          | Александр Прико                               |
| «Чернила для 5-го класса» | 1992          | Игорь Веряскин                                |
| «Чернильное небо»         | 2000          | Александр Гуляев и Сергей Дядюн               |
| «Стеклоvата»              | 2001          | Денис Беликин и Артур Еремеев                 |
| «Новые формы»             | 2004          | Влад Иволгин                                  |
| «Радуга ночью»            | 2006          | Евгений Коннов                                |
| «ALIS»                    | 2001          | Елена Дроздова                                |
| «Ангел и Кот»             | 2007          | Юрий Плотников, бэк-вокал — Евгений Катасонов |
| «Лёха»                    | 2009          | Елена Савельева                               |
| «Spice Boys»              | 2011          | Артём Новиков и Сергей Лелеко                 |
| Семён Розов               | 2020          | Семён Розов                                   |

## Книги
- 1991 — Ты просто был…
- 2022  — «Моя история» в соавторстве с Ландыш Ахметшиной.
- 2023 — «Ты просто был частицею меня…» в соавторстве с Ландыш Ахметшиной
- 2024 – «Сергей Кузнецов: «Я откровенен только лишь с луною…» -   в соавторстве - Кузнецова В.А. и Масягутов Р.К.

## Память
Памятник Сергею Кузнецову и Юрию Шатунову будет установлен в Оренбурге. Автор — скульптор Александр Сукманов.

## Песни, посвящённые Сергею Кузнецову
- Лететь (автор: Сергей Дядюн («Стекловата», «Чернильное небо») к 55-летнему юбилею, 2019 год[37].
- Песня Ласковому маю (автор: Сергей Кузнецов, Новые слова песни: Геннадий Евс)[38].
- Ты просто жил (автор: Андрей Лорд, исп.: Андрей Лорд)[39].